# Halichoeres nigrescens
Halichoeres nigrescens es una especie de peces de la familia Labridae en el orden de los Perciformes.

## Morfología
Los machos pueden llegar alcanzar los 14 cm de longitud total.

## Distribución geográfica
Se encuentra desde Durban (Sudáfrica) hasta el sudeste de la India, Filipinas, Hong Kong y noroeste de Australia.